# شنگرفی معمولی
شنگرفی معمولی (نام علمی: Mercurialis perennis) نام یک گونه از سرده شنگرفی است.